# Сливки

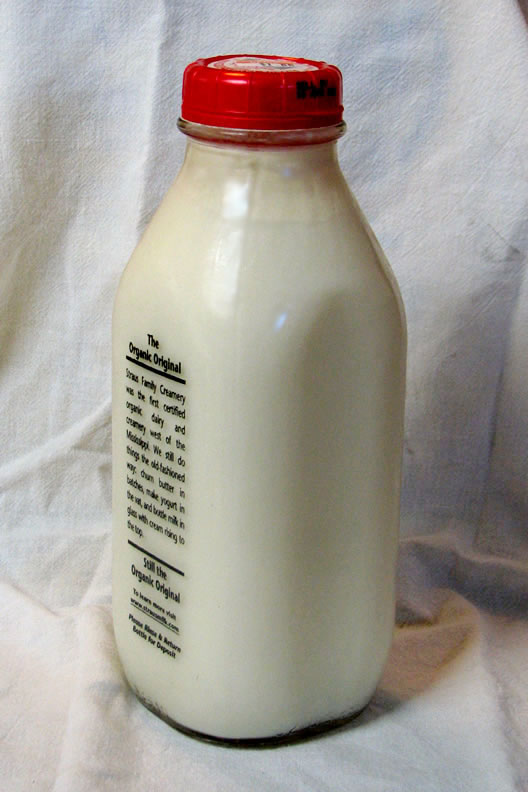
Сливки вверху бутылки молока

Сли́вки — молочный продукт, получаемый из цельного молока путём сепарации жировой фракции. Используются для изготовления сливочного масла, сметаны, мороженого, потребляются в свежем виде.

## Производство сливок
До изобретения сепараторов сливки получали путём сливания отстоявшегося молока в специальных емкостях с краном в нижней части, отсюда и название сливки. В целом сливки и сметана — верхний слой отстоявшегося молока, отличающиеся лишь способом получения. У древних славян имело одно название: вершки.
На предприятиях молочной промышленности сливки производят из свежего коровьего молока в центробежных сепараторах, отделяющих более лёгкие шарики молочного жира от плазмы молока. Молоко предварительно очищают от мелких примесей и нагревают. Сепарация производится при температуре 40−45 °C. Жирность отделяемых сливок может регулироваться скоростью вращения барабана, окончательная жирность продукта нормируется путём добавления цельного или обезжиренного молока. Затем сливки гомогенизируют и пастеризуют в течение 10−15 минут при температуре 85−88 °C, остужают до 4−6 °C и разливают. Сливки низкой жирности после гомогенизации стерилизуют в потоке при 135 °C, охлаждают до 40−60 °C, разливают по бутылкам и вновь стерилизуют 20 секунд при 110 °C. Сливки, расфасованные в картонно-полимерную тару, второй стерилизации не подвергают.
Сливки могут производиться из пластических сливок — полуфабриката с содержанием молочного жира 73−83 % — или из сухих сливок. Восстановленные сливки нормализуют молоком и гомогенизируют.

## Виды
| содержание, %                   | жирность | жирность | жирность |
| содержание, %                   | 10 %     | 20 %     | 35 %     |
| ------------------------------- | -------- | -------- | -------- |
| вода                            | 81,9     | 72,8     | 58,9     |
| белки                           | 2,8      | 2,6      | 2,0      |
| жиры                            | 10,0     | 20,0     | 35,0     |
| молочный сахар                  | 4,4      | 3,8      | 3,2      |
| зола                            | 0,5      | 0,6      | 0,5      |
| калорийность, ккал              | 124      | 213      | 348      |
| витамины A, D, E, B1, B2, C, PP |          |          |          |

Сливки выпускаются в ассортименте:
- пастеризованные с содержанием жира 10, 15, 20, и 35 %;
- стерилизованные с содержанием жира от 10 до 38 %;
- с добавлением сахара, какао, кофе, ванилина или плодово-ягодных сиропов жирностью 10 %.

Производятся также сгущённые сливки с сахаром или без сахара и сухие сливки.

#### Сгущённые сливки с сахаром
Сгущённые сливки производятся выпариванием сливок в вакуумном аппарате. Это слегка вязкая жидкость белого с кремовым оттенком цвета с выраженным вкусом сливок. Используются для непосредственного потребления, изготовления кондитерских изделий и напитков. Содержат воды 23,9 %, жира 19,4 %, белков 7,3 %, углеводов 48 % (молочного сахара 9 % и сахарозы 39 %); калорийность 407 ккал.

#### Сухие сливки
Сухие сливки получаются высушиванием свежих пастеризованных сливок, сгущённых в вакуумном аппарате, методом распыления в горячем воздухе. При производстве сухих сливок с сахаром перед распылением в них добавляют сахарный сироп. Мелкий белый с кремовым оттенком порошок содержит до 4 % влаги, 42−44 % жира. Используются для производства восстановленных сливок, изготовлении сметаны, мороженого, творожных сырков, кондитерских изделий.

## Применение

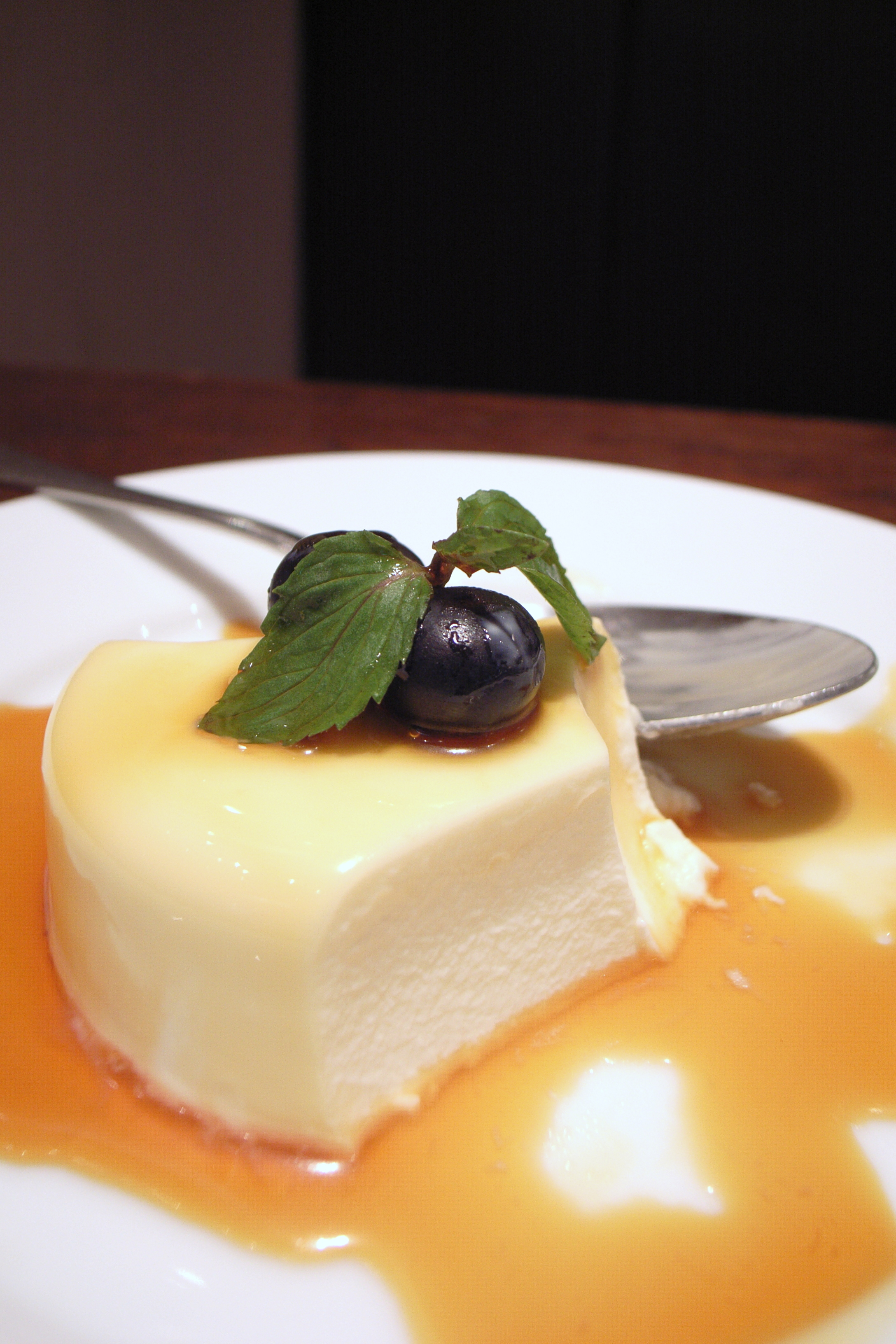
Панна-котта — десерт из желированных сливок

Сливки используют для изготовления сметаны и сливочного масла, а также приготовления разнообразных кулинарных изделий. Сливки входят в рецептуру некоторых супов-пюре, соусов, сладких блюд и кондитерских изделий. Жирные сливки легко и быстро взбиваются в густую пену и используются преимущественно для приготовления сладких блюд и кондитерских изделий.
Сливки легко усваиваются и применяются в лечебном и профилактическом питании при гастритах и язвенной болезни, а также для усиленного питания.

## Растительные сливки

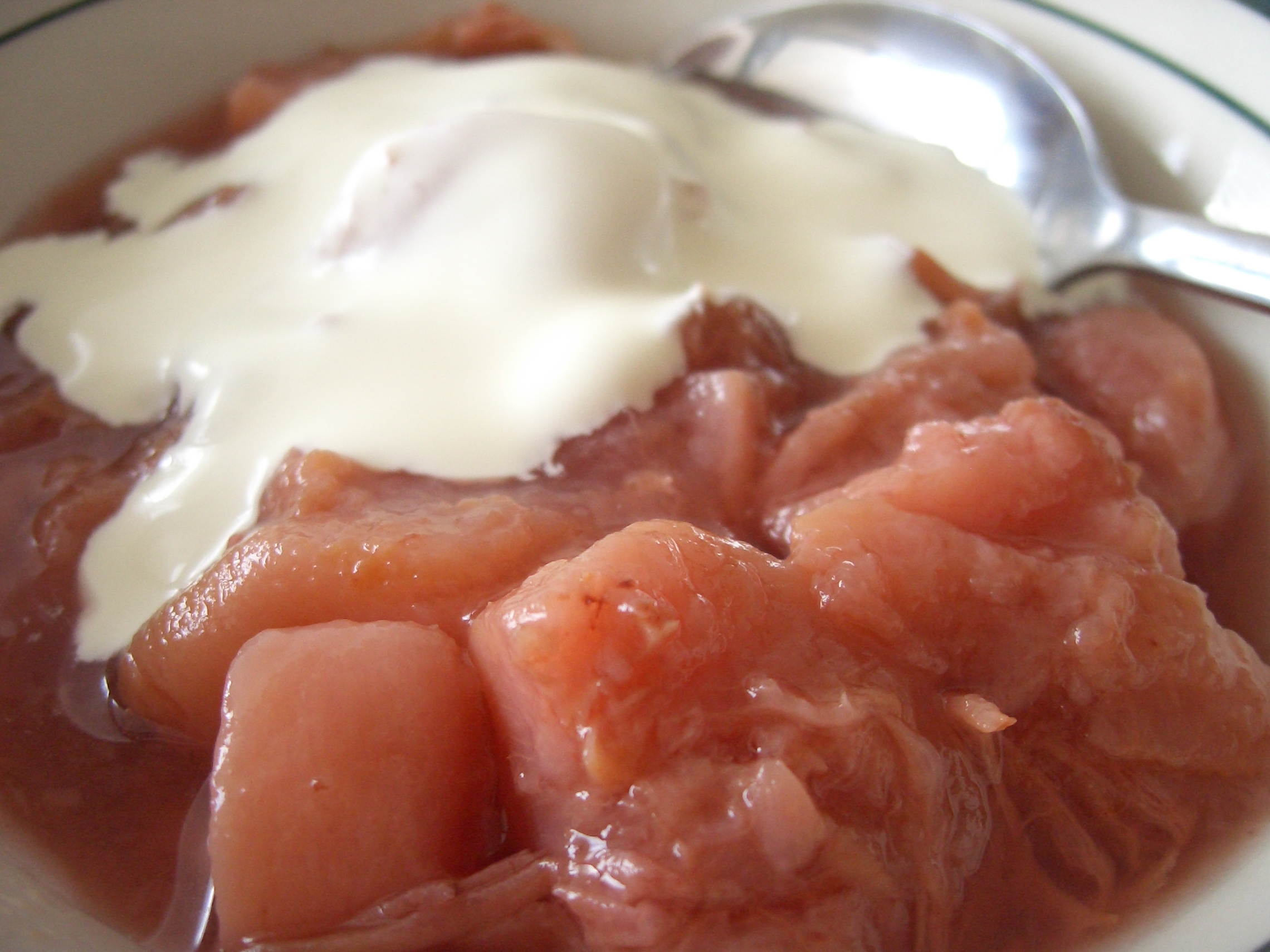
Компот из нектарина со сливками

В пищевой промышленности применяются обладающие бо́льшим сроком хранения растительные сливки — заменитель натуральных сливок, получаемый из растительных жиров (чаще всего используют кокосовое, пальмовое или пальмоядровое масло). В состав смеси, тем не менее, входят и молочные белки (главным образом казеинат натрия), дающие вкус, цвет и аромат натуральных сливок. В состав растительных сливок входят также регуляторы кислотности, стабилизаторы, эмульгаторы, ароматизаторы и красители.